# ロイス＝グライツ侯国

ロイス＝グライツ侯国
Fürstentum Reuß-Greiz

国の標語: Ich bau auf Gott国歌: Gott, erhalt' in Deiner Gnaden Unsern Fürsten
ドイツ帝国内におけるロイス＝グライツ侯国

ロイス＝グライツ侯国（ドイツ語: Fürstentum Reuß-Greiz）は、ドイツのテューリンゲン地方に存在した領邦国家。兄系ロイス侯家によって統治されたため、兄系ロイス侯国（独: Fürstentum Reuß älterer Linie）とも呼ばれる。

## 地理

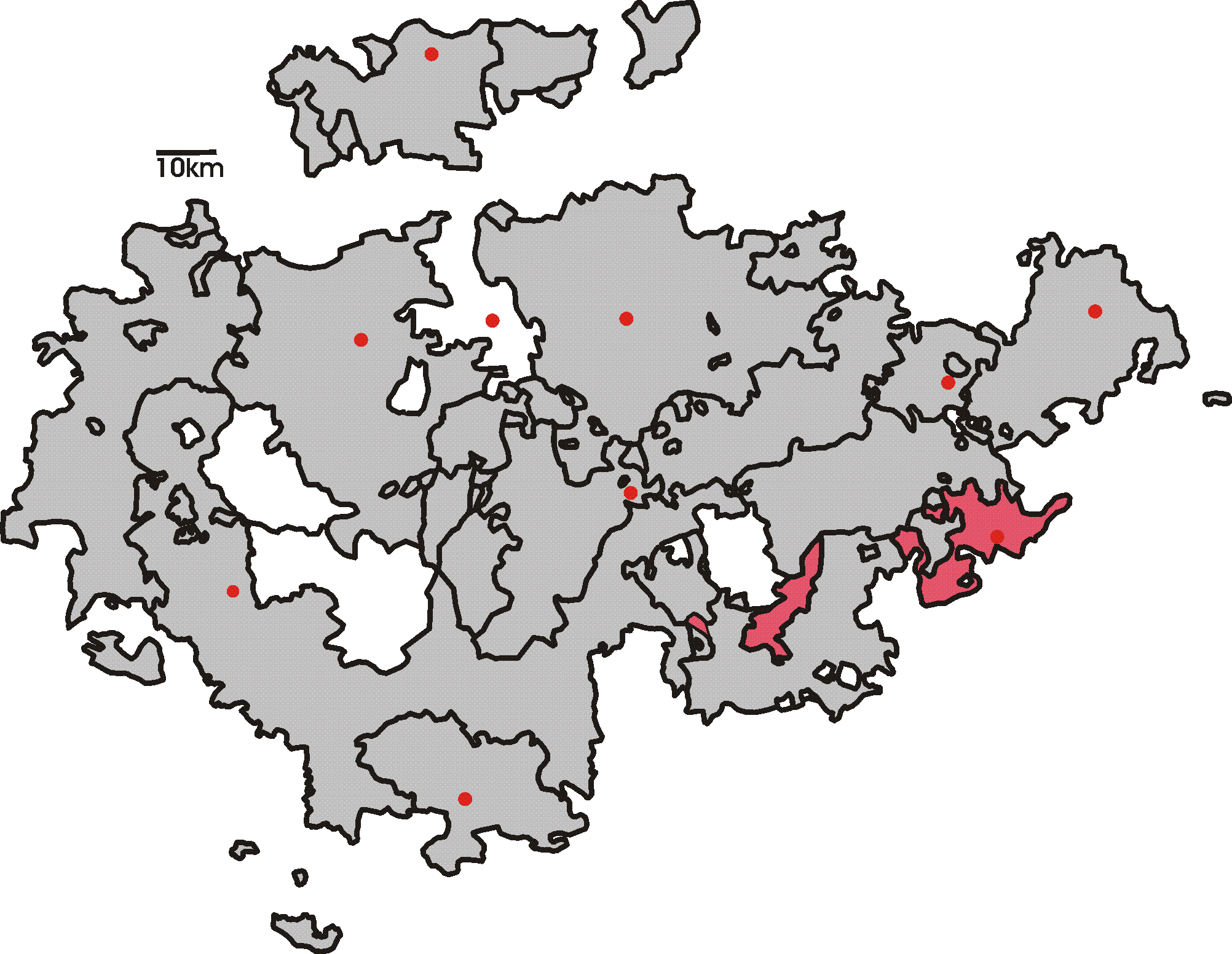
テューリンゲン諸国におけるロイス＝グライツ侯国（1900年）

テューリンゲン地方の東部にあった領邦で、首都はヴァイセ・エルスター河畔の都市グライツ（現在はテューリンゲン州グライツ郡に属する）。ドイツ帝国のもとでテューリンゲン諸邦と総称された領邦群のうちのひとつである。
テューリンゲン諸国には小規模な領邦が多かったが、ロイス＝グライツ侯国の面積は約 317 km² （1905年時点）で、そのうち最も小さかった。ドイツ帝国を構成する国家のなかでは、帝国自由都市であるリューベックおよびブレーメンよりは広いがハンブルクよりも狭く、諸侯国としては最も狭小であった。
テューリンゲン地方は、歴史的経緯から各国が大小の飛地を有して入り組んでいた。ドイツ帝国の時代、首都グライツを含む領域は、北にザクセン＝ヴァイマル＝アイゼナハ大公国の領土、西にロイス＝ゲーラ侯国（弟系ロイス侯国）の領土と接し、南と東でザクセン王国と境界を接していた。まとまった広さの飛地としては、グライツ西方ザーレ川河畔のブルクク (de:Burgk) （現在はザーレ＝オルラ郡に属する）を中心とする領域があった。

## 歴史

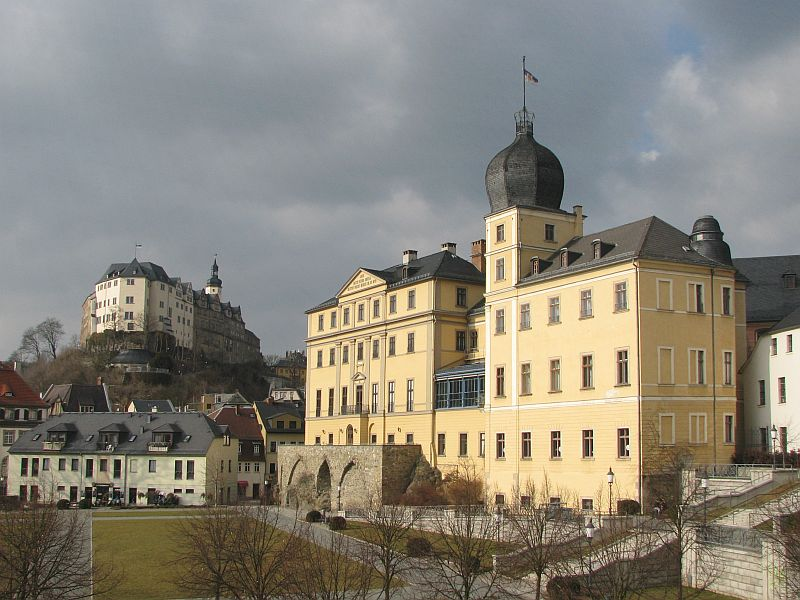
グライツにあるロイス家の城館、Oberes Schloss（左奥）とUnteres Schloss（右手前）

16世紀に分かれたロイス家の長兄の系統（兄系ロイス家）に属する、ロイス＝オーバーグライツ家のハインリヒ11世 (de:Heinrich XI. (Reuß-Greiz)) が、1768年に同系のロイス＝ウンターグライツを統合してロイス＝グライツ伯領を創設したのがこの領邦の起こりである。1778年にロイス＝グライツは帝国諸侯（ライヒスフュルスト）として認められ、侯国となった。
2代侯ハインリヒ13世は、1802年にグライツが大火に見舞われ、1806年に神聖ローマ帝国が解散するなど、内外の困難に直面した。ハインリヒ13世は、1807年にライン同盟、1815年にドイツ連邦に侯国を加盟させた。また、ウンテーレ城を新古典主義様式で再建して居城とした。
5代侯ハインリヒ22世は1859年に13歳で侯位を継いだ。母カロリーネ (de:Caroline von Hessen-Homburg) が摂政を務める侯国は、ドイツ統一への動きが加速するこの時期、オーストリアに近い動きを見せた（カロリーネの父も、夫のハインリヒ20世もオーストリア軍人であった）。1866年の普墺戦争ではプロイセン軍による占領も受けている。普墺戦争後の1866年には北ドイツ連邦に加盟し、1871年にはドイツ帝国の構成国となった。ハインリヒ22世は21歳になった1867年に親政を開始したが、プロイセンに対する反抗的姿勢をしばしば示し、「駄々っ子のハインリヒ」とあだ名された。
1902年に侯位を継承したハインリヒ24世は、心身に障害を抱えていたために統治不能が宣言されており、ロイス＝ゲーラ侯国（弟系ロイス侯国）の君主・世子が摂政としてこの国を治めていた。
1918年、ドイツ革命が起き、ドイツ帝国が崩壊すると、君主制が廃止されて侯国は消滅した。兄系・弟系の両ロイス侯国の領域にはロイス人民州（Volksstaat Reuß、首都：ゲーラ）が成立したが、1920年にはテューリンゲン州（Land Thüringen）に統合された。

## 君主一覧
1. ハインリヒ11世 （1778年 – 1800年）
2. ハインリヒ13世 （1800年 – 1817年）
3. ハインリヒ19世 （1817年 – 1836年）
4. ハインリヒ20世 （1836年 – 1859年）
5. ハインリヒ22世 （1859年 – 1902年）
  - カロリーネ・フォン・ヘッセン＝ホンブルク （摂政：1859年 – 1867年） - ハインリヒ22世の母
6. ハインリヒ24世 （1902年 – 1918年）
  - ハインリヒ14世 （摂政：1902年 – 1908年） - ロイス＝ゲーラ侯
  - ハインリヒ27世 （摂政：1908年 – 1918年） - ロイス＝ゲーラ侯世子、ロイス＝ゲーラ侯

名に付された序数が即位順を示すものではないのが特徴的であるが、これは男子にすべて「ハインリヒ」という名を付けるロイス家の伝統による（ロイス家#「ハインリヒ」の名と序数参照）。
最後の君主ハインリヒ24世は1927年に没し、兄系ロイス侯家の男系は絶えた。
ハインリヒ22世の娘ヘルミーネ・ロイス・ツー・グライツは、皇帝ヴィルヘルム2世の退位後の後妻となった。